# Archidendron vaillantii
Archidendron vaillantii là một loài thực vật có hoa trong họ Đậu. Loài này được (F.Muell.) F.Muell. miêu tả khoa học đầu tiên.
Archidendron vaillantii được mô tả bởi (F.Muell.) F.Muell. trong ấn bản Fragmenta Phytographiæ Australiæ 5: 69. 1865.
Danh pháp đồng nghĩa:
- Pithecellobium vaillantii F. Muell. basónimo[3]